# 赤坂BLITZ
赤坂BLITZ（日语：／），是位于东京都港区赤坂、赤坂Sacas内的一座由TBS电视台运营的live house。最初开放于1996年（平成8年），2003年（平成15年），由于重新规划开发而关闭。2008年（平成20年）3月20日重新开业。

## 概要
最早的赤坂BLITZ建筑于1996年4月16日。所在地原本是东京放送（今东京放送控股）公司大楼。2000年SHIBUYA-AX开始营业前，它曾是东京都内唯一的1500人-2000人容量的live house。从开业起到2003年关闭时，有2000组以上的艺人曾在此演出，共接待观众250万人次。旧场馆的开幕演出者是大人物乐团。2003年9月5日最后的演出者是Dragon Ash，此后作为“TBS赤坂五丁目开发计划”（后来的赤坂Sacas Project）的一部分被关闭。
2004年11月14日，作为赤坂BLITZ的替代，横滨BLITZ开业。
2008年3月20日，在赤坂Sacas内与旧场馆大致相同的位置上，赤坂BLITZ新场馆开放。新场馆与赤坂ACT剧场邻接，东北方是赤坂Biz塔楼大厦，西南方是TBS放送大楼（日语：TBS放送センター）。新场馆的开幕演出是KREVA的。而横滨BLITZ在与赤坂BLITZ共存数年后，于2013年关闭。2009年4月，在东京放送改为控股公司之后，运营权转交于TBS电视台。
主要举办音乐相关的演出，但也有其他类型，如舞台演出、落语、试映会、职业摔角等。
以TBS电视台为核心的日本新闻网拥有的演出场馆除了赤坂BLITZ以外，还有TBS电视台的赤坂ACT剧场以及每日放送所有的位于大阪市中央区的剧场BRAVA!。

## 设施
- 可容纳人数，在尽量使用站立席位时为1418人（1楼1147人，2楼站立席151位，固定座席120席），在全部使用座席时为604人（1楼484席，2楼120席）[5]。
  - 旧场馆（1996-2003年）可容纳人数为1944人（1楼站立席1700位，2楼座席244席）[6]。
- 1楼全部站立时，第1排可容纳22-23人。
- 最近的车站是东京地下铁千代田线赤坂站、银座线·丸之内线赤坂见附站。

## 关联项目
- 横滨BLITZ
- 赤坂Sacas
- TBS电视台
- 东京放送控股